# Реслманія 23
«Реслманія» (англ. «WrestleMania», в хронології відома як «Реслманія 23» — дватцять третя Реслманія в історії. Шоу проходило 1 квітня 2007 року у Детройті в Форд Філд.